# Abrostola monotona
Abrostola monotona là một loài bướm đêm trong họ Noctuidae.